# SPHL 2010/11
Die Saison 2010/11 war die siebte reguläre Saison der Southern Professional Hockey League. Die acht Teams absolvierten in der regulären Saison je 56 Begegnungen. Der Playoff-Sieger, die Mississippi Surge, erhielt den President’s Cup.

## Teamänderungen
Folgende Änderungen wurden vor Beginn der Saison vorgenommen:
- Die Augusta RiverHawks wurden als Expansionsteam in die Liga aufgenommen.

## Teams der Southern Professional Hockey League 2010/11

Heimatorte der SPHL-Teams in der Saison 2010/11

| Team                  | Arena                            | Kapazität | Heimatort                    | Beitritt |
| --------------------- | -------------------------------- | --------- | ---------------------------- | -------- |
| Augusta RiverHawks    | James Brown Arena                | 9.167     | Augusta, Georgia             | 2010     |
| Columbus Cottonmouths | Columbus Civic Center            | 7.509     | Columbus, Georgia            | 2004     |
| Fayetteville FireAntz | Cumberland County Crown Coliseum | 8.500     | Fayetteville, North Carolina | 2004     |
| Huntsville Havoc      | Von Braun Center                 | 6.602     | Huntsville, Alabama          | 2004     |
| Knoxville Ice Bears   | James White Civic Coliseum       | 7.141     | Knoxville, Tennessee         | 2004     |
| Louisiana IceGators   | Cajundome                        | 12.068    | Lafayette, Louisiana         | 2009     |
| Mississippi Surge     | Mississippi Coast Coliseum       | 9.150     | Biloxi, Mississippi          | 2009     |
| Pensacola Ice Flyers  | Pensacola Civic Center           | 8.150     | Pensacola, Florida           | 2009     |

## Reguläre Saison

### Abschlusstabelle
Abkürzungen: GP = Spiele, W = Siege, L = Niederlagen, T = Unentschieden, OTL = Niederlage nach Overtime, GF = Erzielte Tore, GA = Gegentore, Pts = Punkte
|                       | GP | W  | L  | OTL | SOL | GF  | GA  | Pts |
| --------------------- | -- | -- | -- | --- | --- | --- | --- | --- |
| Mississippi Surge     | 56 | 37 | 15 | 1   | 3   | 207 | 157 | 74  |
| Augusta RiverHawks    | 56 | 35 | 20 | 1   | 0   | 203 | 177 | 70  |
| Huntsville Havoc      | 56 | 30 | 24 | 0   | 2   | 168 | 158 | 60  |
| Columbus Cottonmouths | 56 | 29 | 20 | 5   | 2   | 169 | 171 | 58  |
| Pensacola Ice Flyers  | 56 | 28 | 21 | 4   | 3   | 187 | 195 | 56  |
| Knoxville Ice Bears   | 56 | 27 | 25 | 3   | 1   | 186 | 187 | 54  |
| Fayetteville FireAntz | 56 | 22 | 25 | 6   | 3   | 170 | 184 | 44  |
| Louisiana IceGators   | 56 | 16 | 36 | 2   | 2   | 170 | 231 | 32  |

### Beste Scorer
Abkürzungen: GP = Spiele, G = Tore, A = Assists, Pts = Punkte, PIM = Strafminuten
| Spieler        | Team                                                       | GP | G  | A  | Pts | PIM |
| -------------- | ---------------------------------------------------------- | -- | -- | -- | --- | --- |
| Chris Leveille | Fayetteville FireAntz                                      | 56 | 33 | 43 | 76  | 18  |
| Chris Wilson   | Pensacola Ice Flyers                                       | 56 | 39 | 32 | 71  | 56  |
| Matt Auffrey   | Augusta RiverHawks                                         | 56 | 21 | 49 | 70  | 125 |
| Rob Sich       | Fayetteville FireAntz Huntsville Havoc Knoxville Ice Bears | 53 | 35 | 30 | 65  | 113 |
| Frank Furdero  | Knoxville Ice Bears                                        | 55 | 21 | 42 | 63  | 49  |

## President’s-Cup-Playoffs
| President’s-Cup-Pre-Playoffs | President’s-Cup-Pre-Playoffs | President’s-Cup-Pre-Playoffs |   |                    | President’s-Cup-Halbfinale | President’s-Cup-Halbfinale | President’s-Cup-Halbfinale |  |  | President’s-Cup-Finale | President’s-Cup-Finale | President’s-Cup-Finale |
|                              |                              |                              |   |                    |                            |                            |                            |  |  |                        |                        |                        |
|                              |                              |                              |   |                    |                            |                            |                            |  |  |                        |                        |                        |
|                              |                              |                              |   |                    |                            |                            |                            |  |  |                        |                        |                        |
| 1                            | Mississippi Surge            |                              |   |                    |                            |                            |                            |  |  |                        |                        |                        |
| 1                            | Mississippi Surge            |                              |   |                    |                            |                            |                            |  |  |                        |                        |                        |
|                              |                              | Freilos                      |   |                    |                            |                            |                            |  |  |                        |                        |                        |
| 1                            | Mississippi Surge            | 3                            |   |                    |                            |                            |                            |  |  |                        |                        |                        |
| 1                            | Mississippi Surge            | 3                            |   |                    |                            |                            |                            |  |  |                        |                        |                        |
| 6                            | Knoxville Ice Bears          | 2                            |   |                    |                            |                            |                            |  |  |                        |                        |                        |
| 6                            | Knoxville Ice Bears          | 2                            | 1 | Mississippi Surge  | 3                          |                            |                            |  |  |                        |                        |                        |
|                              |                              |                              |   | Mississippi Surge  | 3                          |                            |                            |  |  |                        |                        |                        |
|                              | 2                            | Augusta RiverHawks           | 0 |                    |                            |                            |                            |  |  |                        |                        |                        |
| 2                            | 2                            | Augusta RiverHawks           | 0 | Augusta RiverHawks | 2                          |                            |                            |  |  |                        |                        |                        |
| 2                            |                              |                              |   | Augusta RiverHawks | 2                          |                            |                            |  |  |                        |                        |                        |
| 5                            | Pensacola Ice Flyers         | 1                            |   |                    |                            |                            |                            |  |  |                        |                        |                        |
| 5                            | Pensacola Ice Flyers         | 1                            | 2 | Augusta RiverHawks | 2                          |                            |                            |  |  |                        |                        |                        |
|                              |                              |                              | 2 | Augusta RiverHawks | 2                          |                            |                            |  |  |                        |                        |                        |
|                              | 4                            | Columbus Cottonmouths        | 1 |                    |                            |                            |                            |  |  |                        |                        |                        |
| 3                            | 4                            | Columbus Cottonmouths        | 1 | Huntsville Havoc   | 0                          |                            |                            |  |  |                        |                        |                        |
| 3                            |                              |                              |   | Huntsville Havoc   | 0                          |                            |                            |  |  |                        |                        |                        |
| 4                            | Columbus Cottonmouths        | 2                            |   |                    |                            |                            |                            |  |  |                        |                        |                        |

## Vergebene Trophäen
| Auszeichnung                                                   | Spieler           | Team                  |
| -------------------------------------------------------------- | ----------------- | --------------------- |
| Coach of the Year Bester Trainer                               | Brad Ralph        | Augusta RiverHawks    |
| Most Valuable Player Bester Spieler der regulären Saison       | Matt Auffrey      | Augusta RiverHawks    |
| Scoring Leader Bester Scorer der regulären Saison              | Chris Leveille    | Fayetteville FireAntz |
| Rookie of the Year Bester Rookie der regulären Saison          | Chris Wilson      | Pensacola Ice Flyers  |
| Defenseman of the Year Bester Verteidiger der regulären Saison | Mark Van Vliet    | Knoxville Ice Bears   |
| Goaltender of the Year Bester Torhüter der regulären Saison    | Mark Sibbald      | Huntsville Havoc      |
| President’s Cup Gewinner der Playoffs                          | Mississippi Surge | Mississippi Surge     |
| William B. Coffey Trophy Bestes Team der regulären Saison      | Mississippi Surge | Mississippi Surge     |